# Jaderná elektrárna Atucha
Jaderná elektrárna Atucha (španělsky Central nuclear Atucha) je jaderná elektrárna v Argentině. Nachází se poblíž města Zárate v provincii Buenos Aires. Leží na západním přehu řeky Rio Paraná a stala se první jadernou elektrárnou v Argentině. Dva bloky elektrárny mají celkový hrubý výkon 1102 MW.

## Historie a technické informace

### Počátky
V roce 1965 zadala Comision Nacional de Energia Atomica de la Republica Argentina studii proveditelnosti realizace první jaderné elektrárny v Argentině. Jako typ reaktoru byl preferován francouzský návrh reaktoru, který mohl pracovat s přírodním uranem. Důvodem, proč by měla být elektrárna postavena v Buenos Aires, bylo to, že kvůli růstu bude do šesti let potřeba kolem 1300 MW nové výrobní kapacity. CNEA předpokládalo, že jaderná elektrárna bude realizována do čtyř let, aby mohla v roce 1971 vyrábět elektřinu. Tento předpoklad však nezahrnoval, jaký typ reaktoru se pro elektrárnu předpokládá, ani kdo získá zakázku na elektrárnu. Počítalo se však s tím, že až 45 % kontraktu splní argentinské společnosti. CNEA předpokládala cenu 196 až 200 milionů dolarů za elektrárnu o výkonu 500 MW.

### Blok 1
Pro výběrové řízení na první jadernou elektrárnu byla otevřena varianta nabídky lehkovodního reaktoru nebo těžkovodního reaktoru, která byla zvýhodněna z důvodu možného využití přírodního uranu. V roce 1965 bylo vyhlášeno veřejné výběrové řízení na projekt. Do července 1967 bylo předloženo celkem 17 nabídek, z nichž pouze pět mělo skutečně potenciál být vybráno. Velká Británie, Francie a Spojené státy americké nabízely každý lehkovodní reaktor, zatímco západní Německo a Kanada nabízely těžkovodní reaktory. V oblasti těžkovodních reaktorů je třeba zmínit, že Siemens tentýž rok předložil identický model ve třídě 600 MW do tendru v Rumunsku, ale tendr prohrál.
Německá nabídka na blok 335 MW od KWU se však zdála přesvědčivá. Již v roce 1966 tyto finanční podmínky, které zahrnovaly půjčku, která by pokryla celých 280 milionů německých marek (s 25letým obdobím splatnosti), které měly práce stát, vedly CNEA k předložení žádosti vládě o přijetí německé nabídky od firmy KWU. V roce 1968 bylo rozhodnuto přijmout nabídku od společnosti Siemens-KWU. Smlouva o výstavbě byla podepsána 31. května 1968. Stavba závodu měla být na klíč. Atucha se tímto stala první exportní zakázkou německého jaderného průmyslu a první jadernou elektrárnou v Jižní Americe.

#### Výstavba

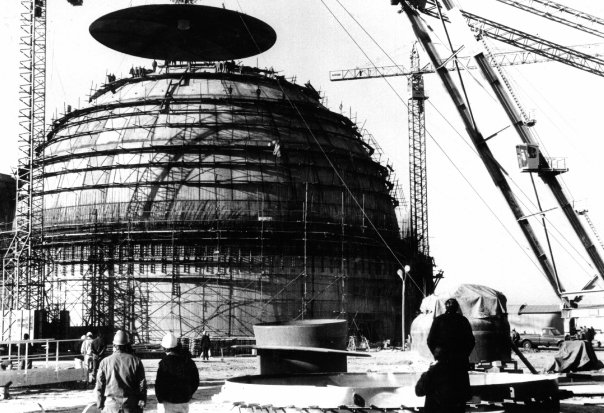
Pokládání kopule kontejnmentu prvního bloku

Výstavba bloku byla oficiálně zahájena 1. června 1968. Speciálním technickým zařízením na stavbě jaderné elektrárny Atucha byl montážní jeřáb. Byl speciálně vyvinut pro konstrukci jaderné elektrárny Atucha a měl výložník o délce 95 metrů. Nosnost se pohybovala mezi 25 a 380 tunami v závislosti na vysunutí výložníku. Jeřáb byl vyroben firmou Pohlig-Heckel-Bleichert Vereinigte Maschinenfabriken AG v Kolíně nad Rýnem. Jeřáb byl prodán společnosti Interatom poté, co byla stavba dokončena a byl používán v jaderné elektrárně Kalkar.
Vzhledem k velikosti tlakové nádoby o hmotnosti 471 tun, největší tlakové nádoby, která kdy byla v Německu vyrobena pro jadernou elektrárnu, musela firma Rheinstahl zahájit speciální výrobní postupy. Krycí příruba byla kovaná ze dvou částí a teprve později byly obě části svařeny dohromady. V polovině května 1969 byla spodní část kulové kontejnmentové nádoby přivezena na stavbu elektrárny, vyrovnána a zvednuta přímo na místo. To umožnilo zahájit stavbu reaktorové budovy. Současně byly zahájeny stavební práce na budově pomocného zařízení reaktoru, strojovny a výstavba čerpadel. Hrubá stavba nad úrovní terénu tak mohla pokračovat až do poloviny července 1969. Přibližně ve stejné době byly ve výstavbě hlavní součásti elektrárny, včetně reaktoru, čerpadel chladiva a parogenerátorů. Kvůli dlouhým dodacím lhůtám je Siemens objednal s předstihem. Vzhledem k tomu, že stavba postupovala velmi rychle, dalo se očekávat, že tlaková zkouška kontejnmentu mohla být dokončena do poloviny roku 1970. Počátkem roku 1970 by měla začít montáž prstencového prostoru a budovy pomocného reaktoru. Pokud by bylo zachováno tempo prací, montážní práce mohly začít počátkem roku 1971, což by umožnilo uvedení bloku do zkušebního provozu v květnu 1971, po němž by následovaly zkoušky v říjnu a listopadu 1971. Poté bylo naplánováno spuštění bloku a komerční provoz v roce 1972.

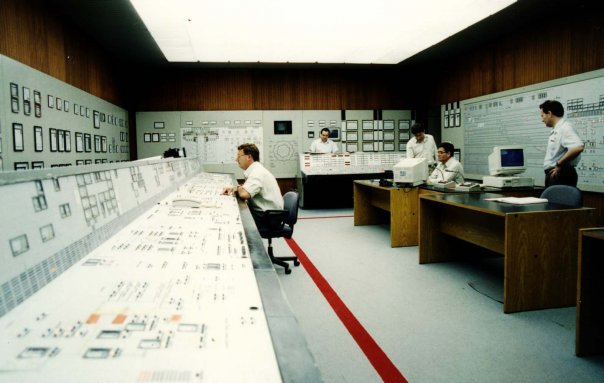
Velín prvního bloku

#### Spuštění
105členný provozní personál elektrárny byl vyškolen v západním Německu, a to jak v konvenčních elektrárnách, tak ve víceúčelovém výzkumném reaktoru v Karlsruhe, víceméně prototypu reaktoru používaného v elektrárně Atucha. Školení jedné osoby trvalo 2,5 roku. To umožnilo, aby celé zprovoznění bloku provedl argentinský personál sám, bez západoněmeckých operátorů. Dne 13. ledna 1974 v 06:38 místního času se začala snižovat koncentrace boru v primárním okruhu, čímž byl zahájen náběh kritičnosti bloku. Ve stejný den dosáhl reaktor kritického stavu. Poté byly zahájeny výkonnostní testy, takže koncem února 1974 mohl blok běžet na 30 % výkonu. 17. března 1974 generátor poprvé dodal elektřinu a 19. března 1974 byl synchronizován s elektrickou sítí. 20. března se tehdejší argentinský prezident Juan Perón, zúčastnil oficiálního spuštění jaderné elektrárny. Bylo to jedno z jeho posledních velkých veřejných vystoupení, prezident krátce poté zemřel. 24. června 1974 přešel blok do komerčního provozu. Brzy se však ukázalo, že blok vzhledem k nízkému výkonu nemůže konkurovat běžným systémům.

#### Incident roku 1988

Porovnání tlakových nádob prvního a druhého bloku

Dne 2. srpna 1988 došlo na bloku k incidentu, kdy byl zjištěn náhlý pokles tepelného výkonu reaktoru. V této době byl blok v plném zatížení. Kvůli klesajícímu výkonu turbíny zabrala bloková ochrana a turbínu vypnula. Systém spustil do reaktoru několik dalších řídicích tyčí, ale zasáhl operátor a reaktor úplně odstavil. Blok byl za tepla odstaven a následně bylo zahájeno vyšetřování příčiny. Data však ukázala, že pokles zůstal nevysvětlený, protože do reaktoru nebyly přidány žádné další absorpční materiály a ani žádná z regulačních tyčí. Blok měl být znovu spuštěn 13. srpna s výkonem 70 %. Po opětovném dosažení kritického stavu reaktoru však došlo k poklesu tlaku v primárním okruhu a poklesu provozní teploty. Současně byla detekována abnormální změna toku neutronů, zaměřená na specifický kanál, což ukazuje na únik v jednom z palivových kanálů. Jediným způsobem, jak kanál prohlédnout, byla speciální endoskopická kamera, která však musela být vyvinuta právě pro tento účel a jedinečnému typu reaktoru. Vzhledem k rozsahu práce to trvalo 5 měsíců. Bylo zjištěno, že jeden z kanálů byl porušen a vedlejší kanál byla také poškozen. Malá část palivového pláště lehce poškodila tlakovou nádobu. Pro opravu bloku a odstranění úlomků kanálů a palivových článků byly vyvinuty speciální technické prostředky, které byly jedinečné, stejně jako dekontaminace. Oprava trvala 16 měsíců. V roce 1989 tedy blok nebyl v provozu. V rámci toho probíhaly různé modernizace i na samotném reaktoru. Odstavení Atucha-1 mělo za následek jeden z nejhorších nedostatků energie v Argentině od druhé světové války.

### Blok 2
V roce 1973 Argentina zvažovala výstavbu druhého bloku elektrárny, třetího bloku v zemi. Na základě předpovědí spotřeby by do roku 1980 byl potřeba blok o výkonu 1000 MW. V rámci dalšího programu výstavby však bylo v roce 1974 rozhodnuto o rozšíření jaderné elektrárny Atucha o další blok o výkonu 600 MW. Měl to být blok o zhruba stejné kapacitě jako tehdy budovaná jaderná elektrárna Embalse v provincii Córdoba. O elektrárně s méně než 600 MW se již neuvažovalo, protože již první blok elektrárny prokázal, že nemůže konkurovat klasickým elektrárnám. Další dvě místa byla vyhrazena pro blok 1000 MW v Bahia Blanca a v Ezeiza v provincii Buenos Aires. Výběrové řízení na Atucha 2 bylo naplánováno na začátek roku 1978. Ačkoli toto rozhodnutí zadala vláda, vzhledem k rostoucí nezávislosti CNEA se dalo předvídat, že poslední slovo bude mít úřad. Stejně jako u prvního bloku má část systémů dodávat sama argentinská strana. Zatímco do Embalse již dodal 50 % komponentů, v Atucha 2 usiluje o 60% podíl na dodávkách s cílem dodávat v budoucnu téměř 90 % vybavení. Poté, co se CNEA v roce 1977 stala nezávislou na vládě, se výběrové řízení nekonalo, takže v roce 1977 byl KWU pověřen plánováním a výstavbou bloku. Atucha 2 měl být prvním krokem ve velkém stavebním programu s rozpočtem 1,5 miliardy dolarů. Krátce předtím však vláda upřednostnila Kanadu jako dodavatele bloku.

#### Výstavba

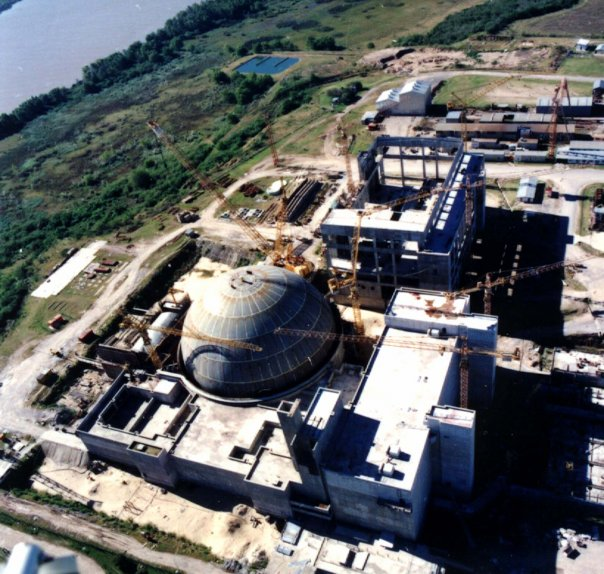
Výstavba druhého bloku

Stavba bloku byla oficiálně zahájena 14. července 1981. 15. července položil Roberto Eduardo Viola základní kámen bloku. Do roku 1983 bylo dokončeno pouze 27,5 % stavebních prací na bloku. Důvodem byla společnost Argentine Nuclear Power Plant Company (ENACE), která byla rovněž pověřena vedením stavebních prací a zpozdila se ve výrobě různých komponentů v Argentině. Společnost Argentine Nuclear Power Plant Company byla založena v listopadu 1980 jako architekt jaderných elektráren argentinskou vládou a sama držela v bloku 75% podíl. Závod proto nebyl postaven jako projekt na klíč. V roce 1983 obdržela argentinská skupina IMPSA zakázku na výrobu parogenerátoru. V roce 1984 došlo k dalšímu šestiměsíčnímu zpoždění kvůli škrtu ve financování bloku, stejně jako dalším zpožděním z jiných důvodů, což způsobilo zpoždění výstavby přibližně tři roky. Kvůli těmto zpožděním se před rokem 1989 nepředpokládalo uvedení do provozu. Kromě toho se náklady na blok zvýšily z odhadovaných 2,5–3 miliard USD v lednu 1984 na 4,2 miliardy USD do konce roku. Původně bylo vyjednáno s Kraftwerk Union, že samotný blok by měl stát 1,584 miliardy USD. To by činilo 6 000 dolarů za instalovaný kilowatt – rekordní částka ve výstavbě jaderných elektráren v té době. S těmito náklady by se Atucha-2 stala nejdražším blokem jaderné elektrárny na světě.

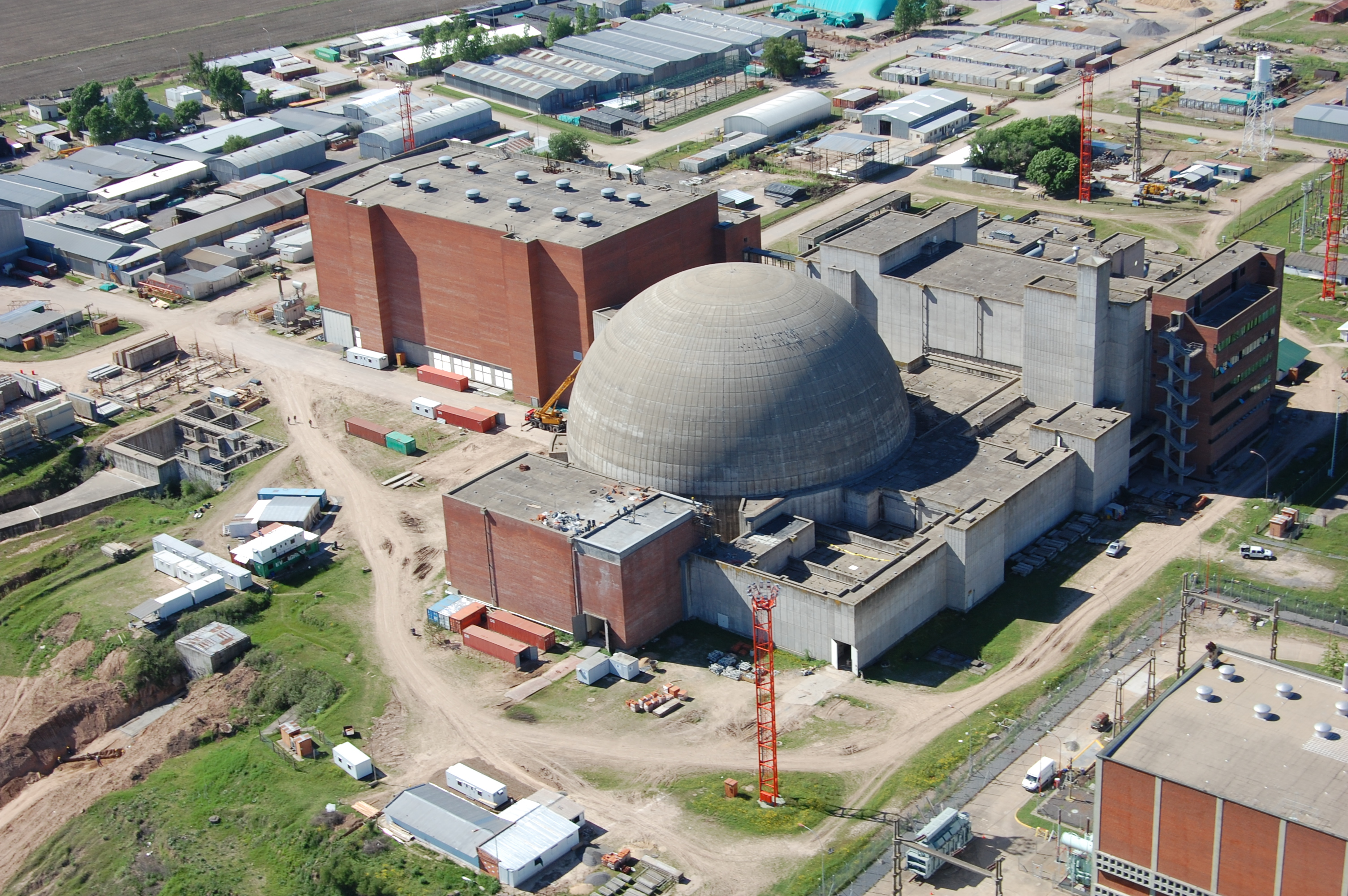
Druhý blok v roce 2007

12. dubna 1989 byl uzavřen kontejnment bloku. Při této příležitosti přijel do areálu závodu prezident republiky Raúl Alfonsín spolu s vedením CNEA. Uzavření kontejnmentu umožnilo pokračovat v instalaci reaktorového systému. Podle plánu v té době měl být reaktor uveden do provozu do roku 1994. 5. července 1990 však došlo k nařízení, které projekt ohrozilo. Vzhledem k extrémně vysokým stavebním nákladům bloku byla možnost prodat blok, který byl nyní z 60 % dokončen, soukromým vlastníkům. Alternativně dala vláda možnost pozastavit výstavbu až do odvolání, protože Argentina neměla finanční rezervy ve výši 1,4 miliardy dolarů na dokončení bloku. Třetí možností by bylo částečný prodej bloku soukromým investorům a ponechání CNEA provoz bloku. Náklady na blok byly v té době odhadovány na 3,5 miliardy dolarů, čímž se náklady na instalovaný kilowatt pohybovaly kolem 5 014 dolarů. Půjčka ve výši 16 milionů dolarů vyjednaná s německými bankami a Siemensem v roce 1988, která dosud nebyla schválena, by také nestačila na dokončení závodu. V případě možné částečné privatizace by však tyto prostředky byly k dispozici okamžitě, pokud by se 100 % této sumy přeměnilo v práci. K tomu byl v roce 1989 vypracován finanční plán. Jeden z nejkontroverznějších návrhů přišel v roce 1992 od ministra hospodářství Dominga Cavalla s návrhem prodat Atucha-1 a Embalse pro dokončení Atucha-2. Zaměstnanci jaderných elektráren i CNEA odmítli tyto bloky prodat. Částečně existovala i obava, že soukromí vlastníci nebudou schopni udržet úroveň bezpečnosti.
V roce 2009 začala Nucleoeléctrica Argentina provádět elektroinstalaci v bloku a instalaci rozváděče 500 kV. Dne 28. září 2011 byl blok za přítomnosti prezidentky Cristiny Fernández de Kirchner převeden do zkušebního provozu před uvedením do provozu a na bloku byly zahájeny zkoušky před uvedením do provozu. Zkušební provoz 1 byl zahájen 29. října 2012 a trval do 5. ledna 2013. Dne 14. prosince 2012 během zkušebního provozu bylo do reaktoru naloženo první palivo. Dne 28. září 2013 Poprvé bylo turbosoustrojí bloku na krátkou dobu úspěšně synchronizováno s elektrickou sítí pro testování s konvenční párou z pomocného kotle a běželo pod zátěží po dobu asi 20 minut při stabilní rychlosti chodu 1500 otáček za minutu.
Blok byl dokončen 34 let po zahájení plánování a měl v té době nejdelší dobu výstavby ze všech dosud realizovaných jaderných elektráren na světě. Na výstavbě závodu bylo zaměstnáno kolem 6900 lidí, přičemž 10% podíl měly ženy, což je v tomto odvětví vzácnost. Náklady na projekt byly původně odhadovány společností Kraftwerk Union AG na 2,5 až 3 miliardy dolarů. Do roku 1990 bylo investováno 2,1 miliardy dolarů. Od aktivní reaktivace díla v letech 2006 až 2014 byly do jeho dokončení investovány celkem tři miliardy dolarů. To činí samotné náklady na výstavbu, bez nákladů na konzervaci během zastavení, přibližně 5,1 miliardy USD.

#### Spuštění
Dne 29. května 2014 se konala slavnost k inauguraci bloku a oficiálnímu předání provozní licence. Poslanec Julio De Vido byl na místě a prezidentka Cristina Fernández de Kirchner byla telefonicky spojena. Cristina Fernández de Kirchner pokřtila blok „Atucha II Néstor Carlos Kirchner“, pojmenovaný po svém zesnulém manželovi, který v roce 2006 inicioval reaktivaci stavebních prací. Pojmenování bylo provedeno zákonem, který byl zahájen 14. května, ale oficiálně byl realizován až 29. května vyhláškou 789/2014. Během ceremonie začal blok redukovat bor z těžké vody, aby byl reaktor kritickýk pohonu a tím k nejmenšímu řiditelnému výkonu.

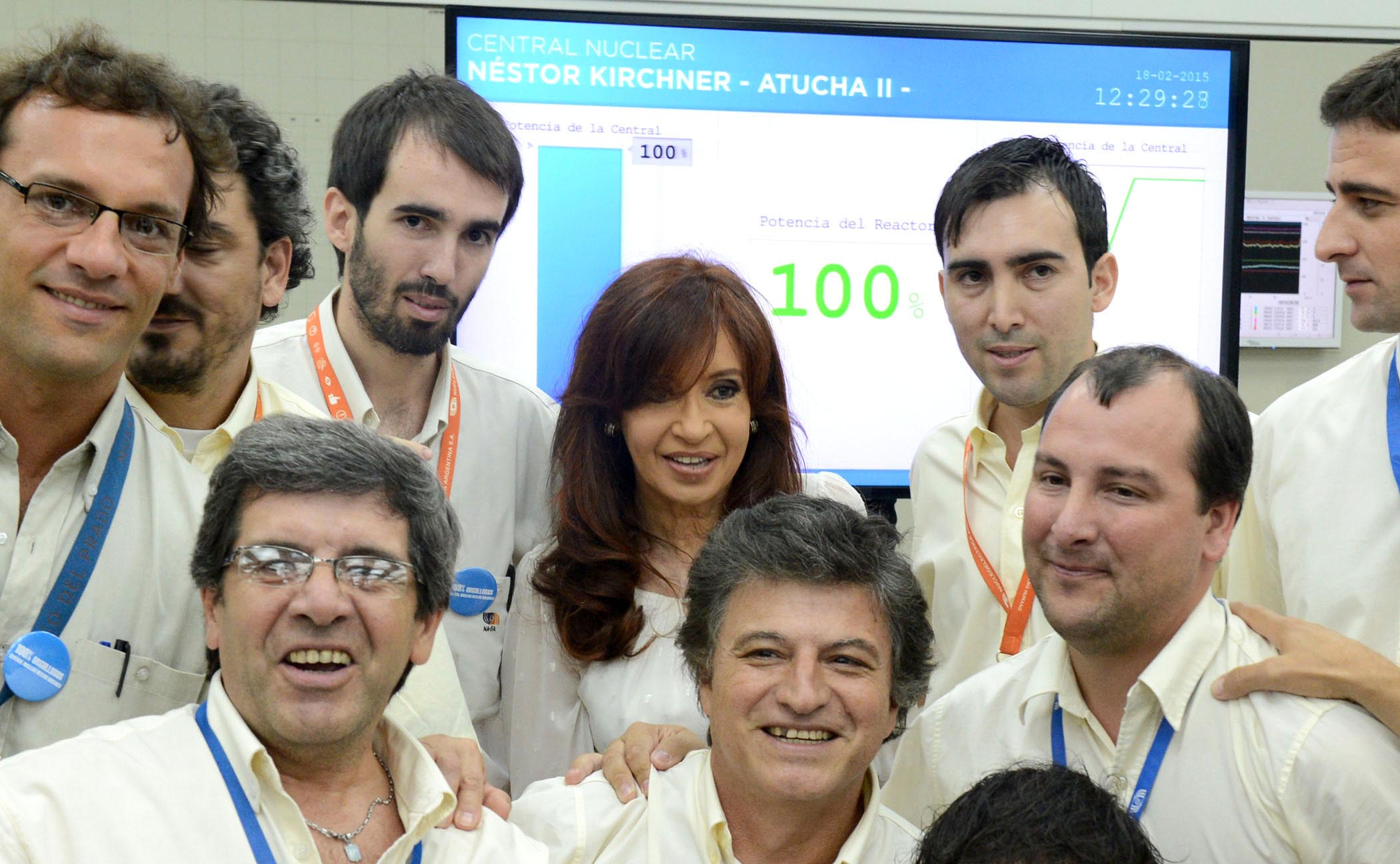
Cristina Fernández de Kirchner 18. února 2015 ve 12:29 s týmem velínu, s displejem zobrazujícím výkon bloku na pozadí.

Dne 3. června 2014 v 9:02 místního času dosáhl reaktor své první kritičnosti. U příležitosti této události byli v tu chvíli v řídící místnosti přítomni ministr plánování Julio de Vido a vedení Nucleoeléctrica Argentina. Podle plánu by měly testy zpočátku probíhat v oblasti nízkého výkonu a připojení k síti by mělo probíhat při 5% výkonu. 27. června 2014 byl blok poprvé online s výkonem 20 MW. Během týdne byl výkon bloku navýšen na 30 % jmenovité kapacity a dodával 220 MW. Kvůli nedostatku výkonu 126 MW z Chile pro severní část Argentiny byl blok odpoledne téhož dne navýšen na 300 MW, aby pro tuto část země vyrobil 190 MW. Dne 23. července 2014 dosáhl blok 50 % jmenovitého výkonu a běžel při zátěži 330 MW.
V říjnu 2014 byl blok již na 70 % jmenovitého výkonu. Podle Julia De Vida měl blok dosáhnout 100 % jmenovité kapacity v listopadu 2014. Dne 25. října 2014 ve 12:54 místního času dosáhl blok 75 % jmenovitého výkonu – 525 MW. Dne 21. ledna 2015 regulační úřad Autoridad Regulatoria Nuclear vydal povolení zvýšení výkonu na 100 %. Od února 2015 měla být k dispozici kapacita bloku pro zásobování tří milionů lidí. 2. února 2015 ve 14:15 byl blok spuštěn na výkon 95 %. Podle Julia De Vida to byl poslední krok před tím, než se blok dostal do plného provozu.
Dne 18. února 2015 ve 12:28 místního času dosáhl blok jmenovitého výkonu 745 MW a byl tak poprvé v plné zátěži. Při této události byli přítomni také ministr plánování Julio De Vido a premiér Jorge Capitanich, stejně jako argentinská prezidentka Cristina Fernández de Kirchner, která symbolicky dala pokyn při oficiálním ceremoniálu v jaderné elektrárně ve velínu k nastartování bloku na 100 % kapacity. S blokem pracujícím na plnou zátěž se podařilo snížit dovoz elektřiny na 12 %, což staví Argentinu pár kroků od energetické soběstačnosti, které by mělo být dosaženo s blokem Atucha 3. V následujících měsících blok běžel s podmíněnou provozní licencí, protože blok ještě nebyl technicky na špičkové úrovni, a proto bylo nutné modernizace provést do 29. května 2016. Po vyváženém programu testování, školení a dalších kontrol udělil Autoridad Regulatoria Nuclear dne 26. května 2016 plnou provozní licenci, což znamenalo začátek komerčního provozu bloku. Blok byl uveden do komerčního provozu 26. května 2016.

### Blok 3
Ještě v roce 1975 byla zmíněna možnost postavit třetí blok, Atucha-3. Po Atucha-2 začala Kraftwerk Union v roce 1981 vyvíjet nástupnický model o výkonu 900 MW, který mohl dosahovat vyššího výkonu s podobnými rozměry. Od roku 1982 však začala Latinskou Ameriku zasahovat dluhová krize, a proto bylo plánování Atucha-3, a tedy i navazujících projektů, až do odvolání pozastaveno. Počínaje rokem 1985 byla jednání o třetím bloku obnovena. Blok měl postavit Kraftwerk Union AG a brazilská dceřiná společnost NUCLEP spolu se společnostmi založenými v Argentině. Rozhodnutí však mělo padnout až po dokončení Atucha-2, protože blok se měl stát vzorem pro následující bloky. Kvůli pomalu rostoucí spotřebě byla jednání opět zastavena.
V roce 2010 prezidentka Cristina Fernández de Kirchner oznámila, že třetí blok bude postaven jako součást programu výstavby jaderné elektrárny. Mimořádný zájem o výstavbu projevovalo hlavně Rusko. a proto země během 18 měsíců podepsala s Argentinou tři dohody, které Rusku umožňují stavět jaderné reaktory v Argentině. Zejména poslední dohoda umožňuje argentinskému jadernému průmyslu spolupracovat na návrhu reaktorů typu VVER. Mezi další země, které se zajímaly o stavbu bloků, patřily Kanada, Jižní Korea a Francie. Spojené státy americké také jednaly o možném třetím bloku v Atucha zahrnujícím firmu Westinghouse. Čína představila svůj model CAP1000, konsorcium Areva-Mitsubishi nabídla model ATMEA.

### Blok 4 a 5
Během návštěvy Vladimira Putina v Argentině v červenci 2014 kvůli setkání s Cristinou Fernández de Kirchner uvedl, že Rusko má velký zájem o poskytnutí pomoci při stavbě Atucha 3. Současně s tím nabídl další dva bloky společně s akciovým podílem. Současně s tím měly být nabídnuty dobré finanční podmínky.

### CAREM25
V 90. letech CNEA vyvinula vlastní reaktor CAREM. Jedná se o inovativní lehkovodní reaktor. Prototyp modelu CAREM25 byl dokončen v roce 2004, ale projekt byl v tu dobu stále ve vývoji. Návrh reaktoru z hlediska neutronové fyziky byl převzat ze stávajících ruských reaktorů VVER, včetně šestiúhelníkového paliva. Vláda rozhodla o stavbě reaktoru dne 17. prosince 2009. Zvolené místo se nachází na východ od bloku Atucha-1. S hloubením stavební jámy se začalo dne 6. září 2011. Od srpna 2013 se očekávalo, že blok začne stavět ke konci roku 2013. V prosinci 2013 byla argentinská IMP SA pověřena výrobou integrální tlakové nádoby reaktoru o výšce 11 metrů a průměru 3,5 metru. Kromě výroby tlakové nádoby reaktoru s vestavbami ji společnost také nainstaluje do bloku.

#### Výstavba
Výstavba reaktoru byla oficiálně zahájena litím prvního betonu 8. února 2014. Blok je prvním ze všech konceptů malých modulárních reaktorů, které se na světě začaly stavět. Po spuštění a otestování se má postavit úplně nová elektrárna s reaktorem CAREM o výkonu 100 až 200 MW v provincii Formosa.

## Informace o reaktorech
| Reaktor  | Typ reaktoru | Výkon  | Výkon  | Zahájení výstavby | Připojení k síti | Uvedení do provozu | Uzavření |
| Reaktor  | Typ reaktoru | Čistý  | Hrubý  | Zahájení výstavby | Připojení k síti | Uvedení do provozu | Uzavření |
| -------- | ------------ | ------ | ------ | ----------------- | ---------------- | ------------------ | -------- |
| Atucha-1 | PHWR         | 335 MW | 357 MW | 1. 6. 1968        | 18. 3. 1974      | 23. 6. 1974        |          |
| Atucha-2 | PHWR         | 692 MW | 745 MW | 13. 7. 1981       | 24. 6. 2014      | 25. 5. 2014        |          |
| CAREM25  | CAREM25      | 25 MW  | 29 MW  | 25. 8. 2015       |                  |                    |          |